# ماريون يوجين كارل
ماريون يوجين كارل (بالإنجليزية: Marion Eugene Carl)‏ هو ضابط أمريكي، ولد في 1 نوفمبر 1915 في هوبارد في الولايات المتحدة، وتوفي في 28 يونيو 1998 في روزبيرغ في الولايات المتحدة.